# Apamea inverna
Apamea inverna är en fjärilsart som beskrevs av Dereune. Apamea inverna ingår i släktet Apamea och familjen nattflyn. Inga underarter finns listade i Catalogue of Life.